# Lacul Baikal
Lacul Baikal este situat în sudul Siberiei (Rusia). Este un lac cu apă dulce (reprezintă cea mai mare rezervă de apă dulce din lume 23000 km³) și este cel mai adânc lac de pe glob (1637 m). Deși este greu de imaginat, depresiunea lacustră din Siberia de Sud, cu suprafața ceva mai mare decât cea a Belgiei, conține 22-23% din rezervele de apă potabilă ale lumii (exceptând ghețarii).
Lacul Baikal, pe lângă faptul că este cel mai adânc lac din lume, poate fi considerat și cel mai vechi prin cei circa 20-25 milioane ani de existență (exclusiv Marea Caspică și Lacul Aral) și unul dintre "muzeele vii", în care trăiesc aproximativ 800 specii de animale și 245 specii de plante endemice.

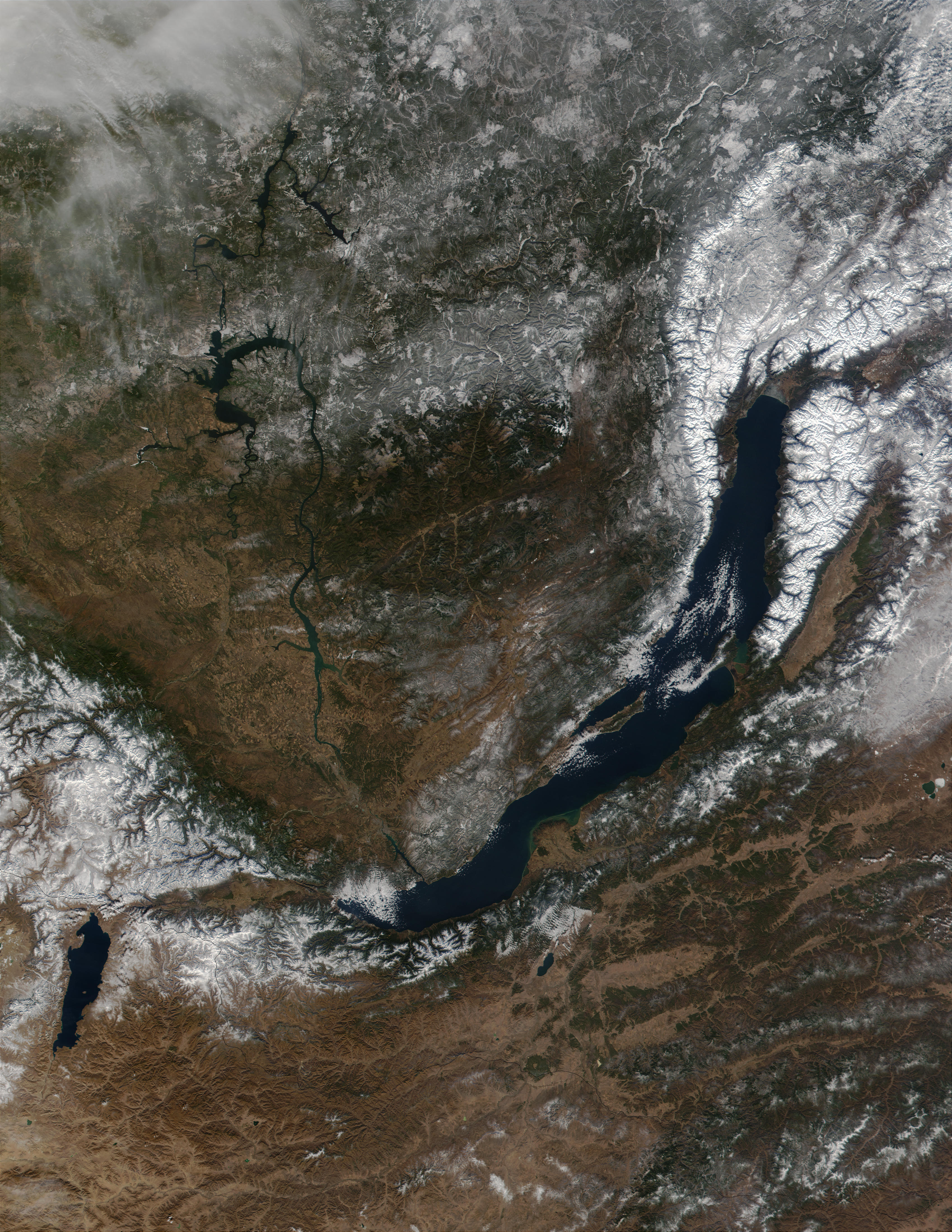
Imagine din satelit a Lacului Baikal

## Geografie și hidrografie
Lacul, a cărui formă seamănă cu o semilună, ocupă o suprafață de 31.500 km², iar linia țărmului măsoară peste 2.000 de kilometri. Din punctul de vedere al mărimii, Baikal este a treia întindere de apă din Asia (după Marea Caspică și Lacul Aral) și cel mai mare rezervor de apă dulce de pe acest continent. Lacul ieșit din comun s-a format într-o depresiune tectonică, născută în epoci geologice demult apuse. Adâncimea lacului a atins chiar și 2000 de metri. De-a lungul mileniilor însă, pe fundul său s-au depus aluviuni care l-au ridicat până la nivelul lui actual.
Lacul Baikal își datorează abundența de apă celor 336 de râuri care se varsă în el, dintre care cele mai importante sunt Selenga, la sud-est, și Angara Superioară, la nord. Unicul râu care curge din lac mai departe (în partea sa sud-vestică) este aceeași Angara, afluentul fluviului Enisei. La nord de lac tronează două masive muntoase, Munții Baikal și Munții Barguzin, iar prin apropiere de extremitatea sa sudică trece granița ruso-mongolă.
Unul dintre cele mai vechi lacuri ale Terrei s-a format acum 15-25 de milioane de ani, după de o fisură uriașă s-a căscat de-a lungul unei falii în scoarța Pământului, creată de lenta îndepărtare a Asiei de Europa. Inițial fisura avea 8 km adâncime, dar cu timpul s-a  umplut cu aluviuni; fosilele micilor creaturi din aceste depuneri îi indică vârsta. Izvoarele fierbinți și frecventele cutremure slabe demonstrează că falia este încă activă. Din cele 336 de râuri și fluvii care se varsă în lacul Baikal, unul singur izvorăște din apele sale: Angara.

## Istoric
Lacul Baikal a fost descoperit în anul 1643 de către K. Ivanov și V. Kolesnikov, iar  în 1675, cunoscutul călător și diplomat român Nicolae Milescu Spătarul, cunoscut în descrierile în limba rusă sub numele de Nicolae Spafarovici, în drum spre China, l-a ocolit prin partea sud-vestică, făcându-i și o descriere amanunțită. De atunci lacul a constituit obiectul multor expediții, fapt ce a permis elucidarea problemelor deosebite privind geneza depresiunii, adâncimea, regimul hidric, plantele și animalele ce trăiesc în el. Astfel, lacul a fost cercetat de I. D. Cerski – după care s-a dat și numele vârfului de lângă localitatea Sludianka, înalt de 2090 m, din culmea Hamar-Daban – de V. A. Obrucev, E. V. Pavlovski, P. E. Riabukin, V. V. Belousov, L. S. Berg, B. Dibovski, V. Godlevski, F. Drizenko, M. M. Kojov, G. I. Veresceaghin, A. Korotnev și alții.

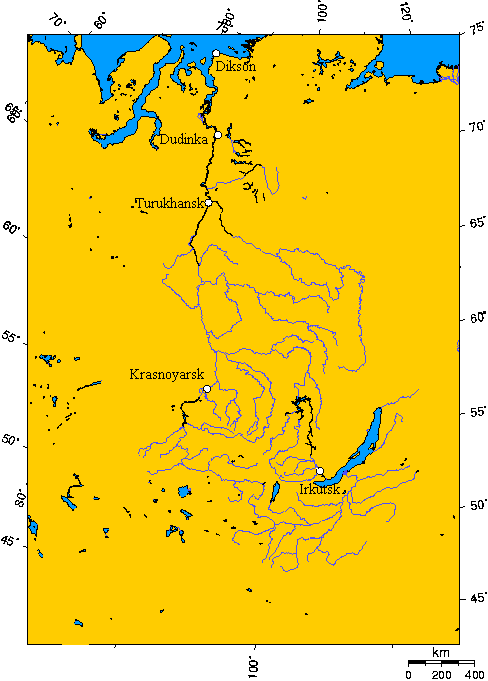
Harta bazinului fluviului Enisei, Lacul Baikal, și orașele Dikson, Dudinka, Turukhansk, Krasnoyarsk, Irkutsk

## Cele mai mari orașe din împrejurimi
- Irkutsk
- Severobaikalsk
- Turka
- Sludianka
- Baikalsk
- Dikson
- Dudinka
- Turukhansk
- Krasnoyarsk

## Clima
- Temperat-continentală
- Temperatura medie atinge -170 C în ianuarie  și +16 0 în iulie
- Temperatura apei la suprafață variază în august între +9 0C și +120C

## Flora și fauna

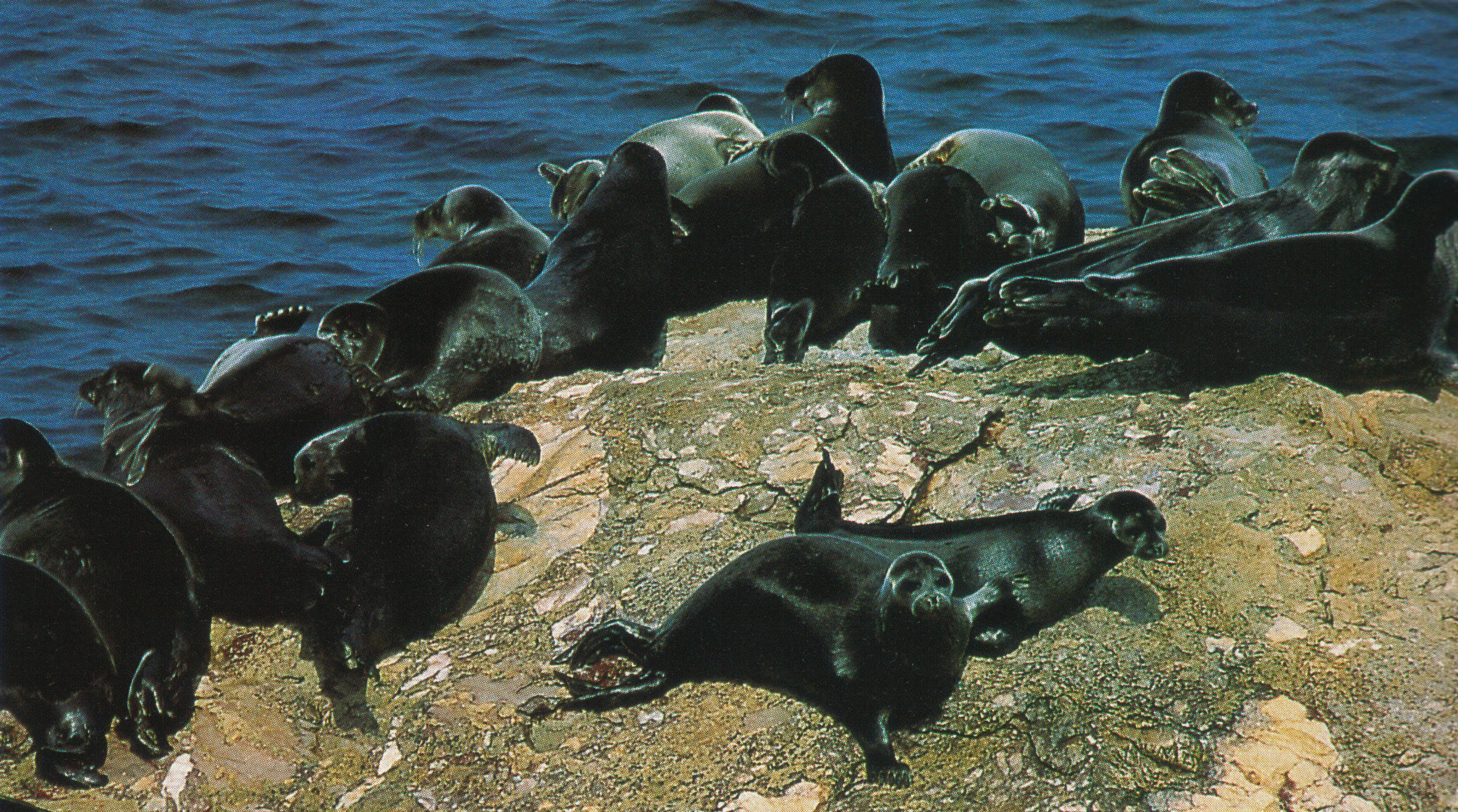
Grup de foci Nerpa

Lacul Baikal se bucură de interesul oamenilor de știință nu numai datorită adâncimii sale, care stabilește un record în materie, dar și datorită faunei și florei sale unice. Apele lacului surprind prin transparența lor neobișnuită, și prin puritatea lor. Lacul se distinge printr-o mare varietate a florei și faunei. Speciile care trăiesc în adâncurile sale sunt în majoritatea lor endemice, cu alte cuvinte pot fi întâlnite numai în acestă zonă a globului pământesc, precum foca de Baikal sau dintre pești, babetele de Baikal și omulul. Primul cercetător care a apreciat acest exemplar biologic deosebit a fost polonezul Benedykt Dybowski.  Focile de Baikal, iubitoare de apă dulce, rămân una dintre cele mai importante particularități ale lacului. În timpul uneia dintre glaciațiuni, o parte dintre focile de mare au migrat în aval. Când Baikal a devenit un lac fără cale de comunicare cu marea, ca urmare a deplasării plăcilor litosferei, focile au fost separate de mediul lor natural. În prezent, aproximativ 70.000  dintre aceste mamifere înoată în Lacul Baikal, situat la aproape 1.700 kilometri distanță de Oceanul Arctic. 

Foca de Baikal se distinge prin craniul scurt cu orbite mari, precum și prin blana sa cenușiu-maronie. Ea măsoară în medie 1,8 m lungime și cântărește 50 kilograme, putând să atingă chiar și150 kg. Ghearele labelor din față, dotate cu membrane înotătoare, sunt  mai puternice decât cele ale focilor din Oceanul Arctic. Se presupune că datorită acestora, foca poate face mai ușor găuri în pătura de gheață. Femelele și masculii ating maturitatea sexuală la vârsta de cinci ani. Vânătoarea de foci de Baikal este permisă.
Baikal este unul dintre lacurile cele mai populate cu pește din Siberia. Aici se pescuiesc mai ales sturioni și somoni. În zonele din vecinătatea lacului se extrage petrol și alte minerale folositoare. Fabricile de celuloză și hârtie, construite pe malul sudic al lacului în perioada comunistă, continuă să deverseze deșeuri direct în apele acestuia, amenințând ecosistemul regiunii de poluare.

## Știați că
1. Descoperirea Lacului Baikal de către ruși în 1643 a condus la intensificarea semnificativă a schimburilor comerciale între Rusia și China. Regiunile din jurul lacului au devenit popasuri importante pe traseul comercial care unea cele două țări.
2. După interzicerea sezonieră a pescuitului în Baikal, între anii 1969 și 1977, multe dintre speciile care populează apele sale s-au regenerat.
3. În apropiere de Lacul Baikal se află băi termale în care apa fierbinte curge chiar și în timpul iernilor cele mai aspre.
4. Focile de Baikal pot atinge vârsta de 56 de ani.
5. În pădure, într-un punct ce oferă priveliști excepționale spre Lacul Baikal, poți zări panglici și fâșii de pânză prinse de crengile copacilor. Cei care vin aici le leagă de ramuri pentru a li se împlini dorința de a mai reveni pe malurile lacului. În mod cert, apele sale albastre exercită o fascinație magnetică, iar rușii de pretutindeni îl consideră Marea cea Sfântă - cea mai mare minune a naturii din țara lor - un simbol al Rusiei deloc mai prejos decât Marele Canion al Statelor Unite.
6. „Baikal” înseamnă „apă multă” în limba populației kurykan, care a trăit aici în urmă cu 1300 de ani.
7. Adânc de 1640 m, lacul conține o cincime din întreaga cantitate de apă dulce a lumii - 23000 km cubi, cât Marile Lacuri ale Americii de Nord împreună.

## Galerie imagini

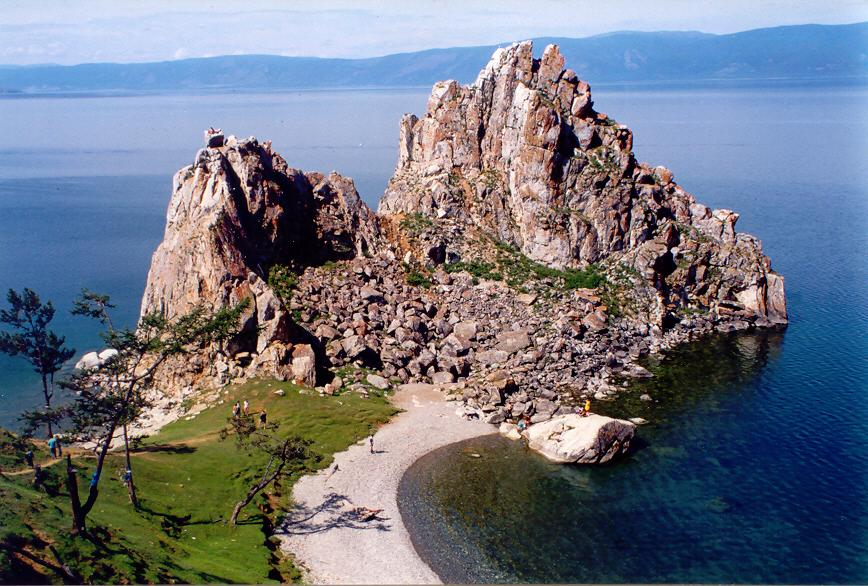
Insula Olbon
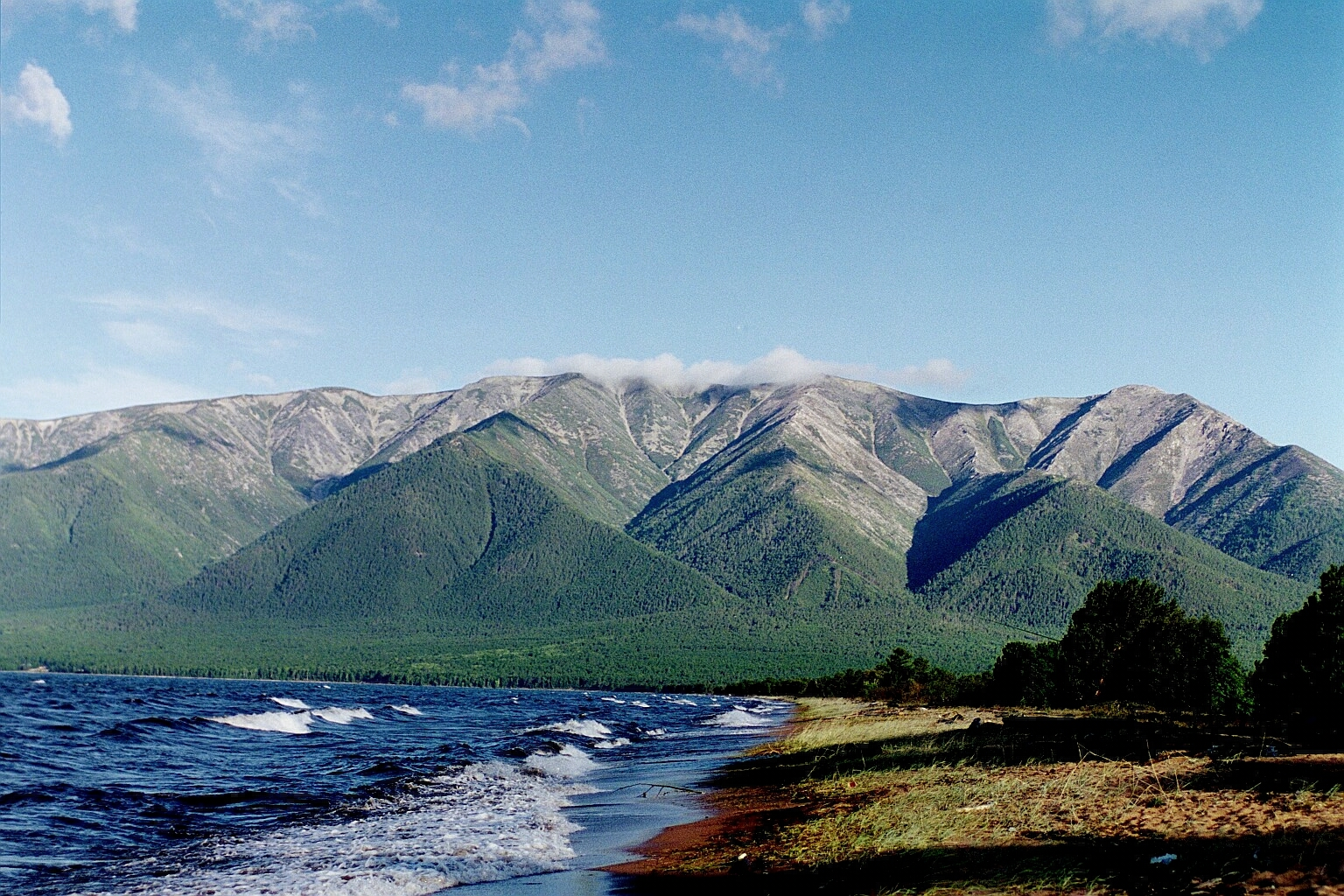
Sviatoi Nos
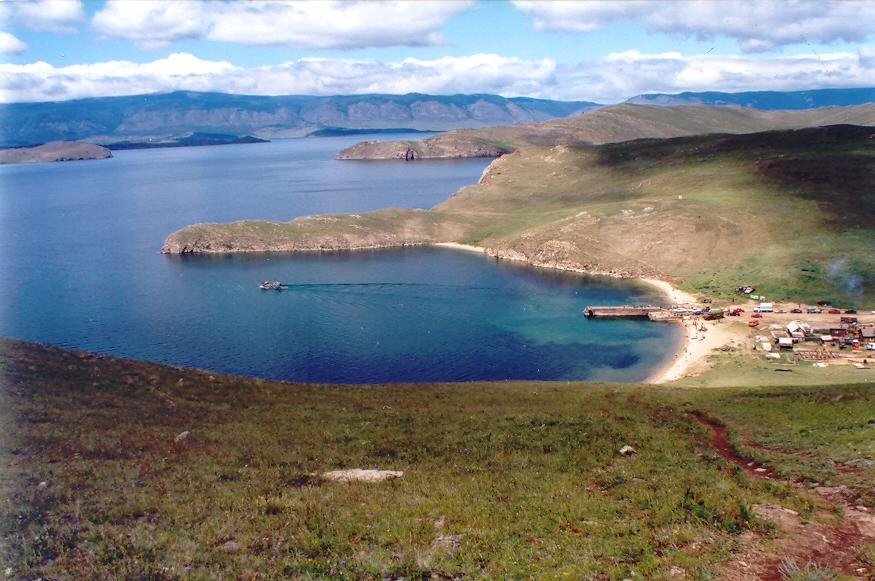
Insula Olbon
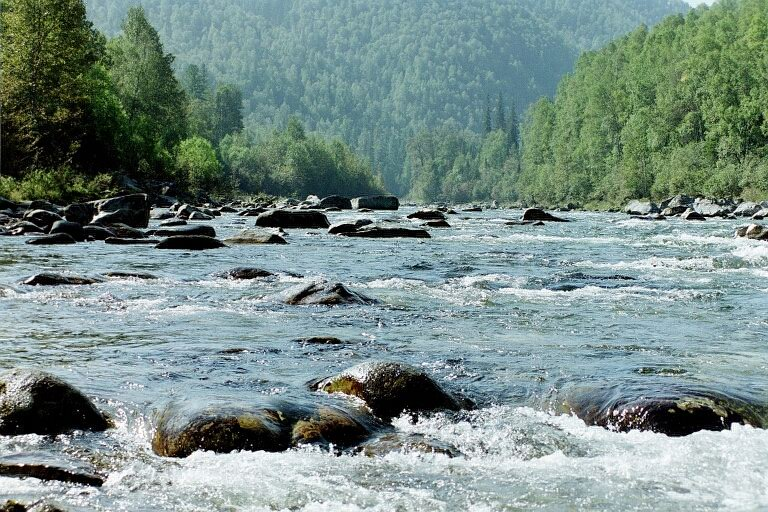
Râul Murino